# امی آگ
امی آگ (انگلیسی: Emmi AG) شرکت صنایع غذایی سوئیسی است، که در سال ۱۹۰۷ تأسیس شد.